# 新蕾奖 - 全国中学生华文创作比赛
新蕾奖 - 全国中学生华文创作比赛由南侨中学、新加坡福建会馆、新加坡文艺协会、联合早报《逗号》联合主办。每年约有80多所中学前来参加，每届收到的稿件都超过200份。新蕾奖的题目向来具有想象力并让学生们自由发挥，照旧提供文字题目和图片题目让同学自由选择，无论是散文、小说、诗词都无任欢迎。其主要是为了提倡创新的华文写作风气，鼓励学生多读、多写、多观察、多认识和多感受生活。